# Tapawatrasoela
De Tapawatrasoela, ook wel Tapawatravallen, is een stroomversnelling (soela) in de monding van de Gran Rio in de Boven-Surinamerivier, bij Djoemoe in Sipaliwini.
De soela ligt op ongeveer vier uur rijden en drie uur varen van Paramaribo en circa dertig kilometer zuidelijk van Dan en Danpaati. Tussen Djoema en Tapawatra ligt het toeristische eiland Koemaloe. Ernaast ligt het Kodoufii Tapawatra Resort. Tijdens de overstromingen in Suriname van 2022 werd dit gebied zwaar getroffen.